# Quique Dacosta
Quique Dacosta (Jarandilla de la Vera, Càceres, 1972) és un cuiner alacantí d'origen extremeny.

## Biografia
Resideix a Dénia (Marina Alta) des dels 14 anys on arribà de la mà de la seua mare que treballava al restaurant d'un hotel. El 1989 s'incorpora a l'equip del cuiner Tomás Arribas al restaurant El Poblet, a Dénia. Amb els anys Dacosta es convertí en el xef d'El Poblet fins a canviar-li el nom pel de Quique Dacosta Restaurant on ha aconseguit renom al panorama internacional amb una cuina de vanguardia que li ha valgut prestigiosos premis tant nacionals com internacionals amb dues Estrelles Michelin i el Premi Nacional de Gastronomia de 2008.
Quique Dacosta ha treballat conjuntament amb cuiners com Arzak, Ferran Adrià, Santi Santamaria i Michel Bras amb els quals s'introduí a la cuina contemporània. El 1997 dona a conèixer el seu primer descobriment culinari, els anomenats 'vels comestibles'. Una activitat investigadora que no parà amb novetats com els 'papers mastegables' (2004), la incorporació de l'àloe vera a la cuina com a gelificant (2005), la mineralització dels plats amb or, plata i altres (2006).
El 2005 publica el seu llibre Arroces Contemporáneos on profunditza en la diversitat dels plats cuinats amb arròs: caldosos, melosos, secs, tradicionals o moderns. Quique Dacosta també ha desenvolupat una cuina amb ingredients com la gamba roja de Dénia, el moll, el suquet d'algues, etc.

## Reconeixements
Quique Dacosta ha guanyat reconeguts premis, però aconsegueix renom internacional el 2002 quan guanya la primera Estrella Michelin, afegint la segona l'any 2006. El 2005 fou considerat el millor cuiner de l'any a Espanya per la Guia Gourmetour i el millor cuiner europeu per l'Acadèmia Internacional de Gastronomia. El 2012 aconsegueix entrar a la llista dels 50 millors restaurants del món que elabora la revista francesa S Pellegrino & Aqua Panna.
En 2019 va ser premiat amb el premi a Millor empresari de la restauració espanyola.
En 2020 va rebre la Medalla al Mérit en les Belles Arts de 2020.

## Llibres
- Arroces Contemporáneos (2005)
- Universo Dacosta 2000-2006 (2008). Projecte que inclou la publicació d'un llibre i un CD, així com una web on es fa un repàs de la trajectòria del cuiner des del 2000 a 2006.[6]
- 3. Quique Dacosta (2015)
- De tapas con Quique Dacosta (2016)
- El libro de la gamba roja (2023)